# Meriptah
Meriptah war der „Hoherpriester des Amun“ unter Amenophis III. in der altägyptischen 18. Dynastie. Der Name Meriptah deutet auf eine memphitische Herkunft. Ptah ist der Hauptgott von Memphis.
Meriptah ist in einem königlichen Erlass aus dem 20. Regierungsjahr von Amenophis III. erwähnt, was einen Anhaltungspunkt zu seiner Datierung gibt. Er war in seinem Amt wahrscheinlich Nachfolger von Ptahmose, der in der ersten Regierungshälfte des Herrschers in diesem Amt belegt ist. Im Gegensatz zu seinen Vorgängern trug er nur den Titel „Vorsteher der Propheten aller Götter (von Theben)“, fungierte somit nur als eine Art „Kultusminister“ und war somit nicht „Vorsteher der Propheten aller Götter von Ober- und Unterägypten“. Sein Bruder war der Hohepriester Ptahmose und sein Vater war der Vezir Thutmose. Der Bruder und der Vater sind der ersten Regierungshälfte Amenophis’ III zuzuordnen, außerdem war Ptahmose wohl der Meriptahs Vorgänger, der den erwähnten Titel des rangältesten Geistlichen im Lande besaß.
Ein gewisser May folgte ihm im Amt, ist aber erst unter König (Pharao) Echnaton bezeugt. Meriptah ist von einigen Statuen bekannt. In Theben hatte er ein Grab, das zwar im 19. Jahrhundert gefunden wurde, seitdem aber wieder als verschollen gilt.